# 新宮城 (陸奥国)

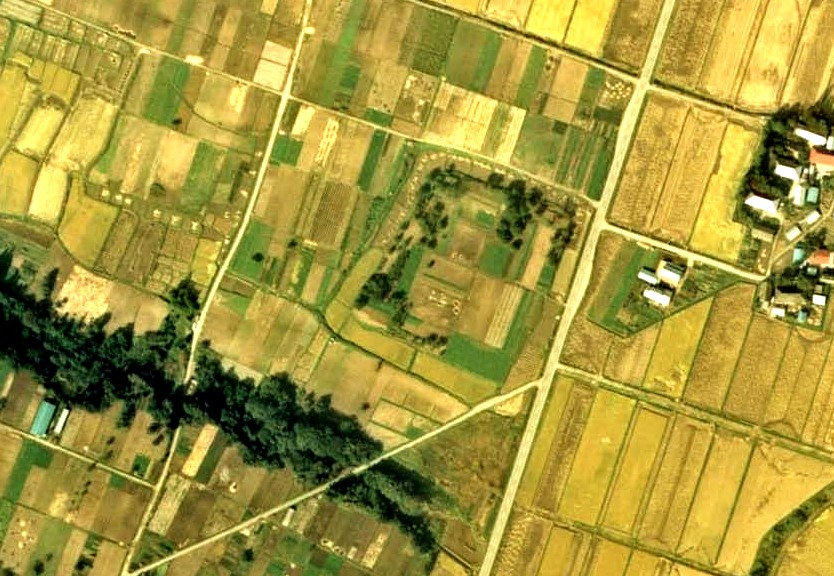
画像中央が堀に囲まれた本丸跡
国土画像情報（カラー空中写真）国土交通省（1976年撮影）

新宮城（しんぐうじょう）は、福島県喜多方市慶徳町新宮にあった中世の城館（日本の城）。会津盆地北西部に位置し、城の南西部には新宮熊野神社が祀られている。佐原義連の孫・横須賀時連が建暦2年(1212年)に築いたといわれている。
2009年7月23日、会津新宮城跡（あいづしんぐうじょうあと）として国の史跡に指定された。

## 歴史・沿革
陸奥国（後の岩代国）に新宮城を築城したとされる横須賀時連は佐原盛連の6男で、新宮氏を名乗った。なお、時連の長兄・経連は猪苗代氏、次兄・広盛は北田氏、三兄・盛義は金上氏、四兄・光盛は蘆名氏、五兄・盛時は加納氏の祖である。
時連は宝治合戦の際は三浦氏一族にもかかわらず北条時頼に味方し、その功として新宮庄（現・福島県喜多方市）地頭職を与えられたともいわれている。以後、新宮氏は約200年にわたり新宮城に拠って新宮庄一帯を支配することとなった。
室町時代になると、新宮氏は同族の蘆名氏や加納氏と争うようになり、応永9年(1402年)には加納氏を滅ぼし、北田城の北田氏と同盟を結んで蘆名氏に対抗した。応永22年(1415年)には蘆名氏は新宮城を攻めており、応永25年(1418年)から27年(1420年)にかけて会津各地で新宮氏と蘆名氏の戦いが繰り広げられている。そして応永27年(1420年)7月に新宮城は落城し、新宮氏は越後国に逃れた。新宮氏はその後永享5年(1433年)に越後国小川庄において蘆名氏によって滅ぼされた。

## 構造
新宮城は周囲を二重の堀と土塁で区画された複郭式の方形館。
江戸時代の文化年間に編纂された『新編会津風土記』によれば、本丸跡は東西70間(126m)・南北82間(147m)、二之丸跡は東西220間・南北200間あり、新宮氏全盛の頃は、周辺には、北小路・本小路・道場小路・熊野小路・高野町・祢宜町と呼ばれた城下集落があったという。

## 考古資料

### 遺構
城跡は現在は水田・畑地となっており、本丸跡とそれを囲む堀跡がわずかに当時の名残をとどめている。平成18年(2006年)の発掘調査で、本丸跡の南東角より地下木組遺構が深さ5メートルの地点より発見された。一辺約2.7メートルの正方形で四隅に高さ約4メートル、太さ15センチメートル角の柱を立て、柱の間に太さ9-12センチメートル角の横桟を6層に組み、周りは高さ2.1メートル、幅約30センチメートルの仕切板を二段にして巡らしている構造である。用途は不明であるが、地下室として使用された可能性があるという。また、調査によって、本丸の規模が東西約100メートル・南北約120メートルでそれを囲む堀の幅は18-20メートル、城の全域は東西約300メートル・南北約400メートルあったことが判明した。

### 出土遺物
過去の発掘調査では、天目茶碗をはじめとする中世陶器や砥石などの石製品のほか、多聞天と思われる小型銅仏が「二の丸」跡より出土している。平成18年(2006年)の発掘調査では、13-14世紀に中国・景徳鎮で作られたと推定されるゾウ型青白磁が全国で初めて出土した。